# MystFest
Il MystFest - Festival internazionale del giallo e del mistero di Cattolica è un festival dedicato alla produzione cinematografica e letteraria di genere noir e mystery.

## Storia
Il festival, ideato e fondato nel 1980 (dopo un'edizione zero nel 1979) dall'attuale presidente della Fondazione Centro Sperimentale di Cinematografia, il giornalista  Felice Laudadio, inventore nel 1981 dell'acronimo "MystFest" e direttore fino al 1986, nasce nel 1979 inglobando il premio letterario Premio Gran Giallo Città di Cattolica fondato nel 1973 da Enzo Tortora e allargando lo sguardo della manifestazione sul genere giallo al cinema e alle serie televisive.
Il MystFest viene poi diretto nel corso degli anni da Irene Bignardi, Giorgio Gosetti, Paolo Fabbri e Gian Piero Brunetta fino al 1996 e, in una brevissima edizione nel 2000, da Alberto Farassino. Dal 2001 la rassegna di Cattolica cessa di essere di natura cinematografica, mantenendo solo la sezione letteraria: il Premio Gran Giallo Città di Cattolica.
Nel 1990 era nato nel frattempo il Noir in festival, diretto da Giorgio Gosetti, per due anni a Viareggio e poi stabilmente a Courmayeur.
Nel 2008 viene rilanciato il Mystfest come concorso di cortometraggi sul web. Il concorso assume il nome di "Corto Cortissimo e-Giallo" ed assume una formula innovativa nel suo genere. Vengono ammessi alla partecipazione cortissimi al di sotto di 5 minuti di durata, inerenti al tema del mistero e del noir, girati con qualsiasi mezzo digitale con un occhio di riguardo verso i dispositivi mobili (telefonini e smartphone). Il concorso rinasce sul web e si svolge nella primavera dell'anno 2008 per concludersi a giugno 2008 durante la "Notte Gialla", dove verranno assegnati i premi ai vincitori.
Il 2009 è l'anno del rinnovamento in casa MystFest. Con la collaborazione dello staff di Amarcort Film Festival, i concorsi diventano tre:
- l'ormai classico Premio Gran Giallo Città di Cattolica destinato alle opere letterarie;
- il concorso per cortometraggi che cambia nome in "CortoGiallo" e amplia la sua forma in due sezioni di gara: "Web" per i cortometraggi al di sotto dei 5 minuti che possono essere votati anche sul web e "Live" per i corti con durata massima 15 minuti;
- il nuovo concorso fotografico "ObiettivoGiallo" che, naturalmente, non può che avere come tema il Giallo in tutte le sue diverse forme espressive.

Per sancire questo rinnovamento nasce, ad opera di Fabio Ceccarelli, il nuovo logo del MystFest che vuole essere il ponte di collegamento con la storia della manifestazione cattolichina caratterizzata dal celeberrimo uomo con l'impermeabile ideato da Felice Laudadio. A questo si affiancano altri 3 nuovi loghi che vanno a delineare ancor di più l'identità dei tre concorsi.
L'ormai consolidata Giuria del concorso letterario composta dagli scrittori Carlo Lucarelli, Valerio Massimo Manfredi, Andrea G. Pinketts, Marinella Manicardi, Mario Guaraldi e dagli esperti giallisti della Arnoldo Mondadori Editore Igor Longo e Luciana Leoni, per questa edizione, viene affiancata da un nuovo pool di giurati del calibro dello scrittore, commediografo, sceneggiatore televisivo Marcello Fois (Distretto di polizia, Ilaria Alpi - Il più crudele dei giorni, Crimini), dell'autore di fumetti Bruno Brindisi (Dylan Dog, Nathan Never, Nick Raider) e del fotografo di scena e di reportage Chico De Luigi.
Il Gran Galà dell'edizione 2009 è denso di eventi: dalla mostra mercato di libri e fumetti alla presentazione del libro "Lezioni di Fumetto: Bruno Brindisi. Una linea chiara per raccontare l'orrore" (Coniglio Editore) di Davide Occhicone, dalla mostra delle fotografie e dei corti più votati sul web all'esposizione "The Black Dahlia" con le opere dell'artista Felipe Cardeña, per concludere la kermesse insieme ai giurati con letture e proiezioni delle opere finaliste e le premiazioni dei vincitori di tutti i concorsi.
La formula del Mystfest continua tutt'oggi a mutare, mentre si continua stabilmente ad assegnare annualmente il premio letterario Gran Giallo Città di Cattolica.